# Paradise (album)
Paradise – album saksofonisty Kenny’ego G, wydany w 2002 roku. Uplasował się on na miejscu #2 notowania Contemporary Jazz Albums, na pozycji #9 list Billboard 200 i Internet Albums, także na miejscu #15 R&B/Hip-Hop Albums.

## Lista utworów
1. „Brazil” - 4:37
2. „Paradise” - 4:16
3. „Malibu Dreams” - 5:07
4. „One More Time” (feat. Chanté Moore) - 4:12
5. „Spanish Nights” - 6:11
6. „Seaside Jam” - 4:52
7. „Ocean Breeze” - 4:39
8. „Falling in the Moonlight” - 5:15
9. „All the Way” (feat. Brian McKnight) - 4:18
10. „Midnight Magic” - 5:17
11. „Peace” - 3:43